# Étienne-Léon de Lamothe-Langon
Étienne-Léon de Lamothe-Langon (o Étienne-Léon, baron de Lamothe-Langon), nació en 1786 y falleció en 1864, fue un prolífico descubridor y editor de valiosos documentos, que a la postre resultaron absolutamente falsos. Se inició en las letras con una novela de terror gótico.

## La Historia de la Inquisición en Francia
En 1829 publicó la Historia de la Inquisición en Francia, presuntamente con base en los documentos hallados en los archivos eclesiásticos de la ciudad de Toulouse, gracias a un  permiso especial que le otorgara el obispo Hyacinthe Sermet. En la actualidad se considera como una gran falsificación histórica.
La aceptación general de su "Historia" lo llevó a falsificar varias autobiografías de figuras históricas francesas, como las "Memorias de la Condesa du Barry, con detalles de toda su carrera como favorita de Louis XV",  las Noches con el Príncipe Cambaceres, segundo cónsul, archi-canciller del imperio.